# Radicaal 160
Van de in totaal 214 basiscomponenten van Chinese karakters (de zogenaamde Kangxi-radicalen) heeft radicaal 160 de betekenis bitter. Het is een van de twintig radicalen die bestaat uit zeven strepen.
In het Kangxi-woordenboek zijn er 36 karakters die dit radicaal gebruiken.

## Karakters met het radicaal 160

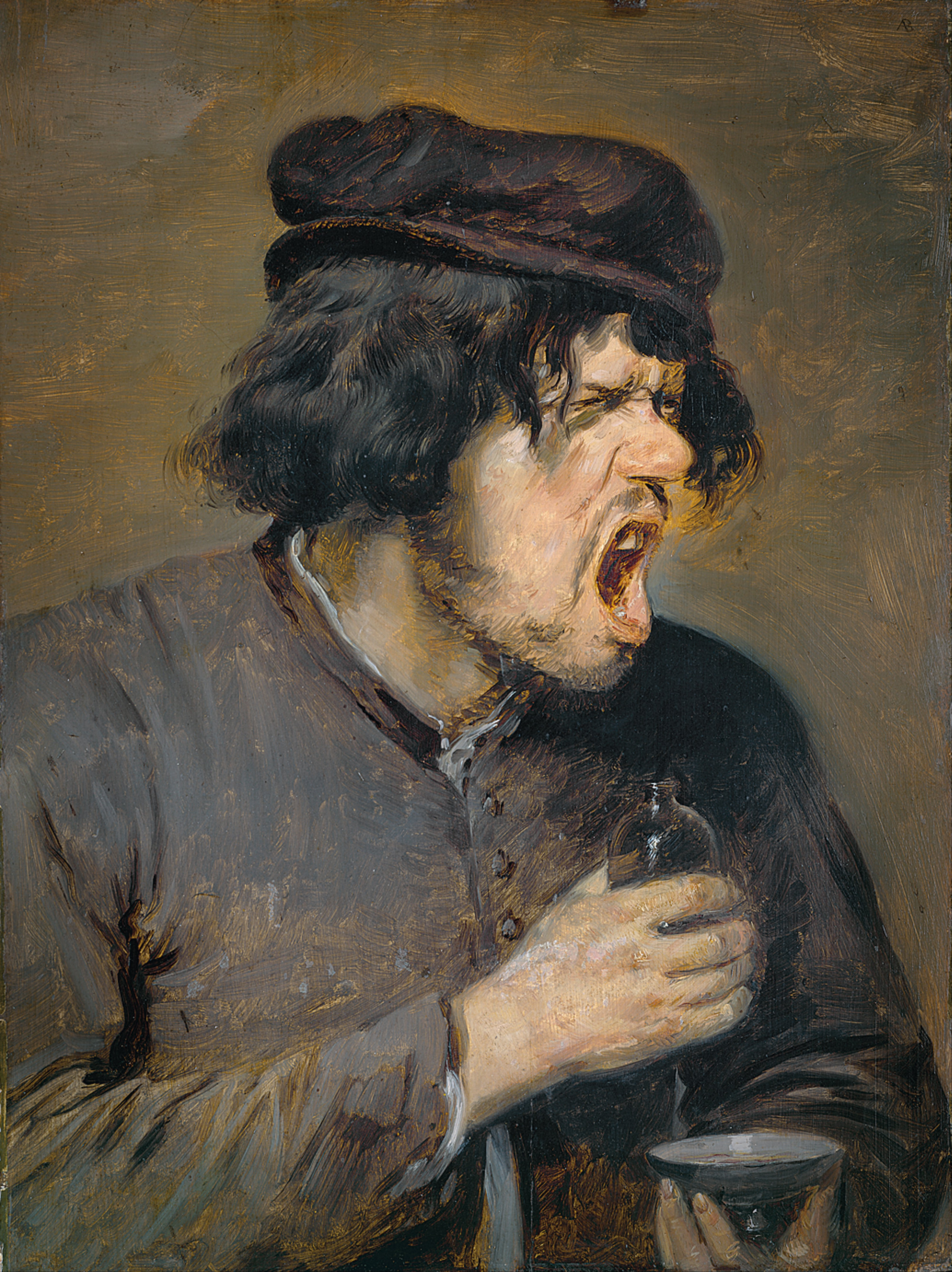
De bittere drank, door Adriaen Brouwer, ca. 1630-1640.

| Strepen | Karakter          |
| ------- | ----------------- |
| + 0     | 辛                |
| + 5     | 辜 辝             |
| + 6     | 辞 辟 辠          |
| + 7     | 辡 辢 辣          |
| + 8     | 辤                |
| + 9     | 辥 辦 辧 辨 辩 辪 |
| + 10    | 辫                |
| + 11    | 辬                |
| + 12    | 辭                |
| + 14    | 辯                |